# Larry Martin
Larry Dean Martin (ur. 1943, zm. 9 marca 2013) – amerykański paleontolog, kustosz Natural History Museum and Biodiversity Research Center na University of Kansas. 

## Życiorys
Doktorat uzyskał z systematyki i ekologii na University of Kansas. Jego specjalizacją jest badanie gadów triasu i kopalnych ptaków. Uczestniczył w wyprawach paleontologicznych, które odkryły ponad 200 000 skamieniałości kręgowców. Do nazwanych przez niego taksonów należą m.in. nimrawid Barbourofelis i wczesny ptak Confuciusornis. Martin bywa określany jako „czołowy oponent teorii, że współczesne ptaki są żyjącymi dinozaurami”. Był autorem lub współautorem ponad 170 publikacji naukowych.